# Bonawentura von Niemojowski

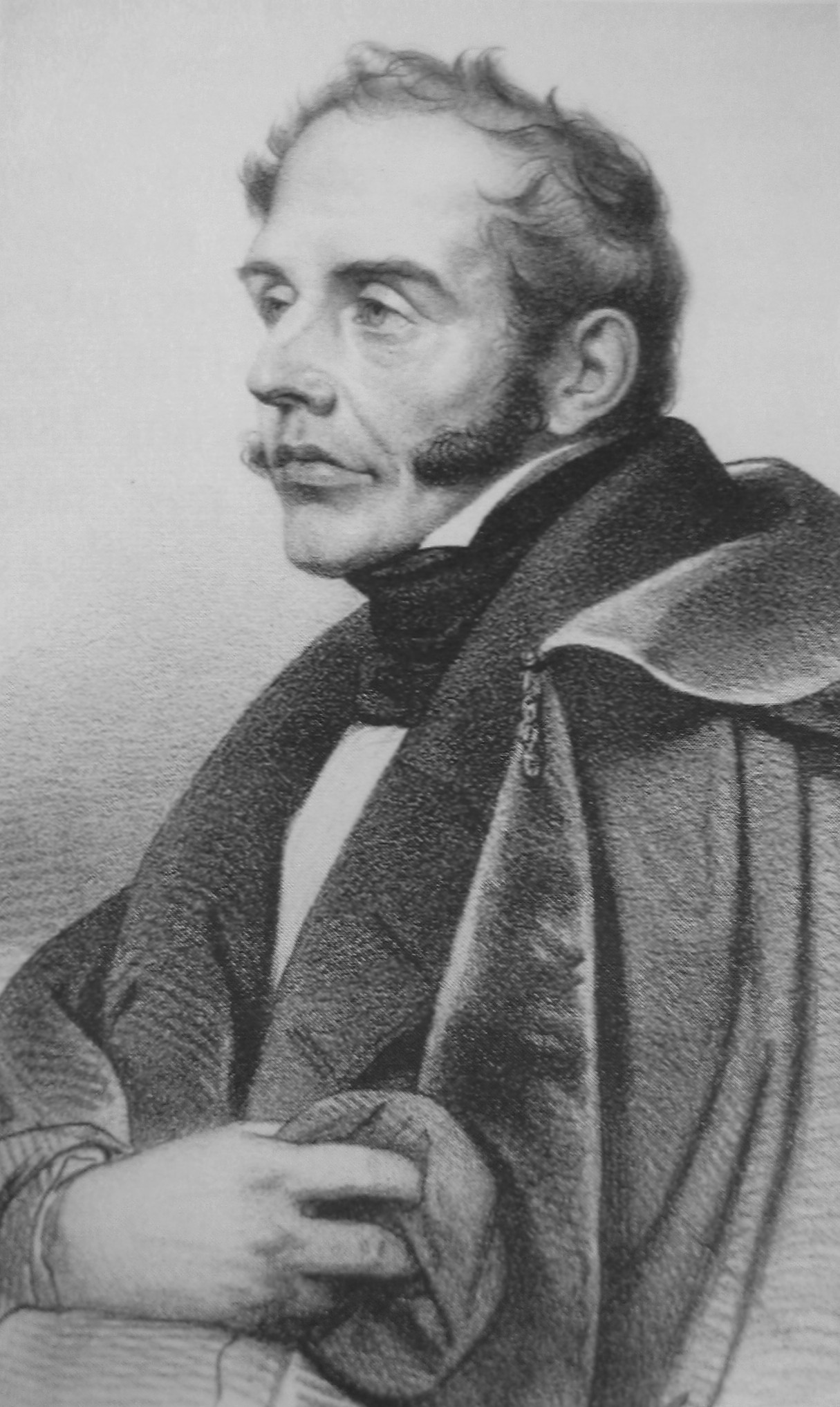
Bonawentura Niemojowski

Bonawentura von Niemojowski (* 4. September 1787 in Slupin, Südpreußen; † 15. Juni 1835 in Paris) war ein polnischer liberaler Politiker. Er war in der Schlussphase des Novemberaufstandes von 1830/31 Präsident der polnischen Nationalregierung.

## Leben
Er erhielt seine Schulausbildung in Warschau. Danach studierte er Staats- und Rechtswissenschaften. Vom 9. Mai 1805 bis August 1807 war er an der Friedrich-Alexander-Universität. Bis Juli 1806 war er in der Berliner Gesellschaft (Erlangen). Als der Nachwuchs aus Preußen ausblieb und sie zumachen mussten, ging Niemojowski zu den Erlanger Westfalen, die noch drei Jahre Bestand hatten. Anschließend unternahm er zum Zweck der Fortbildung Reisen durch Deutschland, Frankreich und England. Er war danach als Rechtsanwalt und Autor tätig. Im Jahr 1820 wurde er in den Sejm von Kongresspolen gewählt. Zusammen mit seinem Bruder Wincenty Niemojowski organisierte er eine liberale Oppositionsbewegung. Diese wandte sich vor allem gegen die Verletzung der Verfassung von 1815 durch die russische Regierung. Da beide Brüder in der Region Kalisz gewählt wurden, nannte man ihr politische Gruppe Kaliszanie. 
Während des Novemberaufstandes übernahm Niemojowski verschiedene bedeutende Ämter. Er war Justiz- und Innenminister. Das letztere Amt gab er auf, als es ihm nicht gelang, die Aufhebung der Leibeigenschaft durchzusetzen. Er war auch Vizepräsident und Präsident der nationalen Regierung. Letzteres wurde er nach Absetzung und Gefangennahme von Jan Krukowiecki seit dem 8. September 1831. Er gehörte zu denjenigen Kräften, die sich trotz der abzeichnenden Niederlage und der Besetzung Warschaus einer Kapitulation widersetzten. Nach der Niederschlagung des Aufstandes floh er nach Paris. Dort war er als Präsident einer Emigrantenorganisation aktiv.